# Coupe de la Ligue française masculine de handball 2002-2003
Navigation
Coupe de la Ligue 2001-2002 Coupe de la Ligue 2003-2004
La Coupe de la Ligue française masculine de handball 2002-2003 est la 2e édition de la compétition, organisée par la Fédération française de handball. Elle s'est jouée sur 3 jours du 7 au 9 février 2003 au Palais des sports de Besançon.
L'US Créteil remporte son premier titre en disposant en finale du Montpellier Handball.

## Équipes qualifiées
Les huit équipes les mieux classées du championnat à l'issue des matchs aller sont qualifiées pour la compétition qui débute au stade des quarts de finale : 
| Rang | Club                 | Points | Diff |
| ---- | -------------------- | ------ | ---- |
| 1    | Montpellier Handball | 37     | + 88 |
| 2    | Chambéry SH          | 36     | + 67 |
| 3    | US Créteil           | 35     | + 59 |
| 4    | Paris Handball       | 27     | + 12 |
| 5    | Dunkerque HGL        | 27     | + 12 |
| 6    | Toulouse Handball    | 27     | + 2  |
| 7    | US Ivry              | 26     | - 2  |
| 8    | Angers Noyant        | 25     | + 2  |

## Résultats
|  | Quarts-de-finale 7 février 2003 | Quarts-de-finale 7 février 2003 |                      |         | Demi-finales 8 février 2003 | Demi-finales 8 février 2003 |  |  | Finale 9 février 2003 | Finale 9 février 2003 |
|  | Quarts-de-finale 7 février 2003 | Quarts-de-finale 7 février 2003 |                      |         | Demi-finales 8 février 2003 | Demi-finales 8 février 2003 |  |  | Finale 9 février 2003 | Finale 9 février 2003 |
|  |                                 |                                 |                      |         |                             |                             |  |  |                       |                       |
|  |                                 |                                 |                      |         |                             |                             |  |  |                       |                       |
|  |                                 |                                 |                      |         |                             |                             |  |  |                       |                       |
|  | US Créteil                      | 30                              |                      |         |                             |                             |  |  |                       |                       |
|  | US Créteil                      | 30                              |                      |         |                             |                             |  |  |                       |                       |
|  | Toulouse Handball               | 21                              |                      |         |                             |                             |  |  |                       |                       |
|  | Toulouse Handball               | 21                              | US Créteil           | 25      |                             |                             |  |  |                       |                       |
|  |                                 |                                 | US Créteil           | 25      |                             |                             |  |  |                       |                       |
|  |                                 | US Ivry                         | 24                   |         |                             |                             |  |  |                       |                       |
|  | US Ivry                         | US Ivry                         | 24                   | 24      |                             |                             |  |  |                       |                       |
|  | US Ivry                         |                                 |                      | 24      |                             |                             |  |  |                       |                       |
|  | Chambéry SH                     | 21                              |                      |         |                             |                             |  |  |                       |                       |
|  | Chambéry SH                     | 21                              | US Créteil           | 27      |                             |                             |  |  |                       |                       |
|  |                                 |                                 | US Créteil           | 27      |                             |                             |  |  |                       |                       |
|  |                                 | Montpellier Handball            | 23                   |         |                             |                             |  |  |                       |                       |
|  | Montpellier Handball            | Montpellier Handball            | 23                   | 36      |                             |                             |  |  |                       |                       |
|  | Montpellier Handball            |                                 |                      | 36      |                             |                             |  |  |                       |                       |
|  | Angers Noyant                   | 17                              |                      |         |                             |                             |  |  |                       |                       |
|  | Angers Noyant                   | 17                              | Montpellier Handball | 25      |                             |                             |  |  |                       |                       |
|  |                                 |                                 | Montpellier Handball | 25      | Match pour la 3e place      |                             |  |  |                       |                       |
|  |                                 | Dunkerque HGL                   | 24                   |         |                             |                             |  |  |                       |                       |
|  | Dunkerque HGL                   | Dunkerque HGL                   | 24                   | 25      |                             |                             |  |  |                       |                       |
|  | Dunkerque HGL                   |                                 |                      | 25      |                             |                             |  |  |                       |                       |
|  | Paris Handball                  | 21                              |                      | US Ivry | 33                          |                             |  |  |                       |                       |
|  | Paris Handball                  | 21                              |                      | US Ivry | 33                          |                             |  |  |                       |                       |
|  |                                 |                                 |                      |         |                             |                             |  |  | Dunkerque HGL         | 28                    |
|  |                                 |                                 |                      |         |                             |                             |  |  | Dunkerque HGL         | 28                    |

Matchs de classements (Demi-finales des perdants)
- Paris Handball - Angers Noyant : 30 - 28
- Toulouse Handball - Chambéry SH : 34 - 32

### Finale
La finale, arbitrée par Messieurs Garcia et Moréno, a vu l'US Créteil s'imposer 27 à 23 face au :
| no    | Joueur               | Buts  | %      | Int. | BP |
| ----- | -------------------- | ----- | ------ | ---- | -- |
| 2     | Guillaume Roche      | 0/1   | 0 %    | 0    | 0  |
| 3     | Guéric Kervadec      | 7/7   | 100 %  | 0    | 0  |
| 4     | Frédéric Pons        | 0/2   | 0 %    | 0    | 0  |
| 5     | Sébastien Quintallet | 1/2   | 50,0 % | 0    | 0  |
| 6     | Aymeric Boutrais     | 1/1   | 100 %  | 0    | 0  |
| 7     | Frédéric Louis       | 4/11  | 36.4 % | 0    | 2  |
| 9     | Johann Boisedu       | 3/5   | 60,0 % | 0    | 1  |
| 10    | Benoît Peyrabout     | 0/0   | - %    | 0    | 0  |
| 11    | Yannick Limer        | 1/1   | 100 %  | 1    | 0  |
| 13    | William Holder       | 0/2   | 0 %    | 0    | 1  |
| 17    | Pierre-Yves Rigault  | 8/9   | 88,9 % | 2    | 0  |
| 19    | Benoît Henry         | 2/2   | 100 %  | 0    | 1  |
| Total | Total                | 27/43 | 62,8 % | 3    | 5  |

| no    | Joueur          | Arrêts | Arrêts | Arrêts |
| no    | Joueur          | Champs | 7m     | %      |
| ----- | --------------- | ------ | ------ | ------ |
| 12    | Dragan Počuča   | 0/0    | 1/3    | 33,3 % |
| 16    | Nicolas Lemonne | 15/36  | 0/0    | 41,7 % |
| Total | Total           | 15/36  | 1/3    | 41,0 % |

| no    | Joueur             | Buts  | %      | Int. | BP |
| ----- | ------------------ | ----- | ------ | ---- | -- |
| 2     | Geoffroy Krantz    | 1/2   | 50,0 % | 0    | 0  |
| 3     | Didier Dinart      | 3/4   | 75,0 % | 0    | 1  |
| 7     | Sylvain Rognon     | 0/1   | 0 %    | 0    | 0  |
| 9     | Grégory Anquetil   | 2/4   | 50,0 % | 0    | 0  |
| 10    | Laurent Puigségur  | 0/0   | - %    | 0    | 0  |
| 11    | Rastko Stefanovič  | 5/8   | 62,5 % | 1    | 0  |
| 13    | Andrej Golić       | 6/10  | 60,0 % | 0    | 0  |
| 14    | Michaël Guigou     | 0/0   | - %    | 0    | 0  |
| 17    | Cédric Burdet      | 5/6   | 83,3 % | 0    | 1  |
| 18    | Sobhi Sioud        | 1/5   | 20,0 % | 0    | 1  |
| 21    | Damien Scaccianoce | 0/0   | - %    | 0    | 0  |
| 77    | Mladen Bojinović   | 0/4   | 0 %    | 0    | 1  |
| Total | Total              | 23/44 | 52,3 % | 1    | 4  |

| no    | Joueur         | Arrêts | Arrêts | Arrêts |
| no    | Joueur         | Champs | 7m     | %      |
| ----- | -------------- | ------ | ------ | ------ |
| 1     | Thierry Omeyer | 6/22   | 0/0    | 27,3 % |
| 12    | Bruno Martini  | 3/15   | 0/0    | 20,0 % |
| Total | Total          | 9/37   | 0/0    | 24,3 % |

## Vainqueur
| Vainqueur de la Coupe de la Ligue 2002-2003 US Créteil 1re victoire |